# Szívrablók
A Szívrablók (eredeti cím: L'Arnacœur) 2010-ben bemutatott francia romantikus vígjáték Romain Duris, Vanessa Paradis, Julie Ferrier és François Damiens főszereplésével. A film rendezője Pascal Chaumeil, forgatókönyvírója Laurent Zeitoun, Jeremy Doner és Yohan Gromb.
A filmet 2010. március 17-én mutatták be.

## Cselekmény
A történet nagy része Monacóban játszódik. A bájosan vonzó Alex (Romain Duris), a húga, Mélanie (Julie Ferrier) és férje, Marc (François Damiens) egyedülálló üzletet működtetnek aggódó harmadik fél ügyfelek számára - kapcsolatokat szakítanak fel, de csak akkor, ha a nő „nem szándékosan boldogtalan”. A trió bonyolult, szokványos és néha drága trükköket eszel ki a nők megtévesztésére. Minden nő bedől a mutatványuknak. 
Egy gazdag férfi (Jacques Frantz), aki virágárus és gengszter, felbérli őket, hogy megakadályozzák lánya, Juliette (Vanessa Paradis) esküvőjét egy gazdag angol férfival, Jonathannal (Andrew Lincoln), aki nem tetszik neki. 
Erre mindössze tíz napjuk van az esküvő előtt. A feladatot tovább nehezíti, hogy rengeteg kutatás után úgy tűnik, a pár valóban szerelmes és abszolút tökéletesek egymásnak. A szokásos „hibákat” sem tudták megtalálni a párban, amiket a szakításhoz szoktak használni. Így Alex először visszautasítja a munkát, de mivel saját pazarló költekezése miatt masszívan eladósodott egy uzsorásnak, arra kényszerül, hogy félretegye becsületes elveit, és teljesítse a lehetetlennek tűnő feladatot, amikor már csak öt nap van az esküvőig.
Alex Juliette „testőre” lesz, hogy közeli és állandó hozzáférést kapjon Juliette-hez. Munkája során Alex rájön olyan dolgokra, amelyeket Juliette szeret, és úgy tesz, mintha ő is szeretné ezeket a dolgokat, hogy lenyűgözze őt; ezek közé a dolgok közé tartozik a Dirty Dancing – Piszkos tánc  című film, a rokfort sajt és George Michael zenéje. Végül kettejükben érzelmek alakulnak ki egymás iránt, de Jonathan korai érkezése megzavarja Alex hozzáférését Juliette-hez. 
Az esküvő előtti éjszakán Juliette nyugtalan, és Alexszel kiosonnak, és remekül szórakoznak, többek között a Dirty Dancing „lift” jelenetét is eljátsszák, és másnap kora reggel Juliette bevallja a férfi iránti érzéseit. Alex belekezd a szokásos forgatókönyvébe, de miután rájön, hogy nem lehet vele azok után, ahogyan becsapta, hirtelen megváltoztatja azt, és azt mondja, hogy meg kellene házasodnia.
Másnap, amikor a csoport elhagyja a szállodát, Marc véletlenül Juliette elé ejti az ügy aktáját. A megfigyelési fotókat és a háttérinformációkat látva rájön, hogy az apja felbérelte Alexet, hogy próbálja megakadályozni az esküvőt. 
A repülőtéren Mélanie, miután alaposan megfigyelte az elmúlt napok történéseit, leszidja Alexet, amiért elhagyta az igazi szerelmet, hogy visszatérjen a hamis csábítás üres életébe. 
Közben Juliette apja azt mondja, hogy bár Jonathan tisztességes férfi, a lány unatkozni fog vele. Miközben az oltár felé mennek, elmondja neki, hogy Alex nem volt hajlandó elfogadni semmilyen fizetséget a szerződésért.  
Juliette megfordul, és elszalad a szertartásról, hogy megkeresse Alexet. Találkoznak és csókolóznak, miután Alex bevallja, hogy utálja a rokfortot és George Michaelt, és soha nem látta a Dirty Dancing-et, le van égve és az irodájában alszik, de minden nap látnia kell a lányt.
Ahogy a stáblista lepereg, kiderül, hogy az uzsorás, akinek Alex tartozik, valójában Juliette apjának dolgozik, miközben Juliette cselszövő barátnője, Sophie flörtöl Jonathannal. Később Mélanie és Marc egyedül próbálkoznak egy újabb 'csábítással', de Marcnak nincs meg Alex sármja ahhoz, hogy sikeresen ezt véghez vigye.

## Szereplők
- Romain Duris – Alex Lippi
- Vanessa Paradis – Juliette Van Der Becq
- Julie Ferrier – Mélanie
- François Damiens – Marc
- Andrew Lincoln – Jonathan
- Helena Noguerra – Sophie
- Jean-Yves Lafesse – Dutour
- Jacques Frantz – Van Der Becq
- Philippe Lacheau – a barát
- Audrey Lamy – a zsaru
- Victoria Silvstedt a kék Ferrariban ülő hölgy szerepében.

## Amerikai remake
A film franciaországi sikerét követően bejelentették, hogy a Working Title Films megszerezte az amerikai remake jogait.

## Fogadtatás
A film Franciaországban és más területeken, például Belgiumban és Svájc francia nyelvű régiójában való bemutatása óta 32,7 millió eurós (26,8 millió font) bevételt hozott.
A Rotten Tomatoes kritika-gyűjtő weboldalon 76 kritika alapján 70%-os minősítést kapott, 6,7/10-es átlagpontszámmal. 

## Fordítás
- Ez a szócikk részben vagy egészben  a   Heartbreaker (2010 film) című angol Wikipédia-szócikk fordításán alapul.  Az eredeti cikk szerkesztőit annak laptörténete sorolja fel. Ez a jelzés csupán a megfogalmazás eredetét és a szerzői jogokat jelzi, nem szolgál a cikkben szereplő információk forrásmegjelöléseként.